# Otto de Alencar
Otto de Alencar e Silva (Fortaleza, 3 de agosto de 1874 — Rio de Janeiro, 25 de fevereiro de 1912) foi um pioneiro matemático brasileiro.

## Biografia
Otto nasceu em 1874, em Fortaleza, na então Província do Ceará. Era filho do comerciante Silvino Silva, que morava no Rio de Janeiro e de Maria Alencar Silva. Era bisneto de Leonel Pereira de Alencar e primo, pelo lado materno, do escritor José de Alencar. A família Alencar era uma família tradicional do nordeste brasileiro, de origem portuguesa.
Otto estudou no Liceu do Ceará, tendo se destacado como ótimo aluno e inclinação para as Ciências Exatas. Fluente em francês, também se destacou em línguas e literatura. Com a conclusão do ensino secundário, Otto mudou-se com a esposa para o Rio de Janeiro, onde ingressou na então Escola Politécnica do Rio de Janeiro, hoje pertencente à Universidade Federal do Rio de Janeiro, onde foi bastante influenciado pelas ideias positivistas de Auguste Comte.
Com 19 anos formou-se engenheiro civil. Na época havia na instituição a possibilidade de concessão de grau de doutor em Ciências Físicas e Matemáticas e o de doutor em Ciências Físicas e Naturais e Otto não teve interesse em obter tal grau acadêmico. Autodidata, continuou estudando por conta matemática, na física e na astronomia. Entre 1895 e 1902 exerceu a livre-docência (diferente do atual título), onde deu aulas nos cursos da Escola Politécnica nas áreas de Geometria Analítica, Cálculo Diferencial e Integral, Mecânica Racional.
Em 1902, foi indicado como substituto interino da área de Física, Astronomia e Topografia. Em reconhecimento ao seu ensino e ao valor científico de suas obras, ele foi dispensado de concurso público e provas de título e foi nomeado professor efetivo. Começou a publicar trabalhos em 1897, na Revista da Escola Politécnica.
Na Escola de Engenharia onde se formou, a Escola Politécnica do Rio de Janeiro, ele ensinou física, astronomia, topografia, cálculo, mecânica racional, mecânica aplicada e máquinas, terminando sua vida como catedrático de topografia.
Foi considerado um dos maiores matemáticos da América do Sul e seus trabalhos escritos em português, francês e inglês, idiomas que dominava primorosamente, foram elogiados pelos matemáticos de todo o mundo. Entre seus trabalhos estão: Teoria das Funções Simétricas, formas originais notáveis sobre a Teoria das Superfícies, estudo sobre Teoria dos Erros e muitas publicações em revistas nacionais e estrangeiras.
Foi exímio pianista e magistral intérprete de Beethoven, Wagner e Chopin. Casou com Laura de Alencar Silva com quem teve quatro filhas.

## Morte
Otto morreu na cidade do Rio de Janeiro, onde foi sepultado, em 25 de fevereiro de 1912, aos 38 anos.